# 2019 au cinéma
| Années du cinéma : 2016 - 2017 - 2018 - 2019 - 2020 - 2021 - 2022    |
| Décennies du cinéma : 1980 - 1990 - 2000 - 2010 - 2020 - 2030 - 2040 |

Cet article présente les faits marquants de l'année 2019 au cinéma.

## Événements
Le film ayant réalisé le plus important box-office au monde, Avengers: Endgame des frères Russo, sort cette année et dépasse Titanic de James Cameron.

## Festivals

### Berlin
- Le 69e festival se déroule en février 2019. Le jury international est présidé par la comédienne française Juliette Binoche. L'Ours d'or est remporté par Synonymes de Nadav Lapid.

### Cannes
- Le 72e Festival se déroule en mai 2019.

### Venise
- La 76e Mostra se déroule d'août à septembre 2019.

### Autres festivals
- du 15 au 20 janvier : 22e festival international du film de comédie de l'Alpe d'Huez, et présidé par Alexandra Lamy ;
- du 23 février au 2 mars : 26e Festival panafricain du cinéma et de la télévision de Ouagadougou ;
- du 18 au 23 mars : 20e édition du Festival international du film d'Aubagne - Music & Cinema[2] ;
- du 5 au 13 juillet : 19e Festival international du film fantastique de Neuchâtel 2019
- du 10 au 12 octobre : 2e Festival Films Courts de Dinan ;
- du 12 au 20 octobre : 11e Festival Lumière à Lyon ;
- 26 au 31 octobre : 38e Festival du cinéma international en Abitibi-Témiscamingue. Les Chiens-Loups de Dominic Leclerc remporte le Grand prix Hydro-Québec.

## Récompenses

### Oscars
- La 91e cérémonie des Oscars se déroule le 24 février 2019.

### Golden Globes
- La 76e cérémonie des Golden Globes se déroule le 6 janvier 2019.

### César
- La 44e cérémonie des César se déroule le 22 février 2019.

## Principaux décès
- 2 mars : Med Hondo, acteur, réalisateur français, voix d'Eddie Murphy (83 ans)
- 3 avril : Mabô Kouyaté, acteur français (29 ans)
- 6 juillet : Cameron Boyce, acteur américain (20 ans)
- 12 juillet : Youssef Cherif Rizkallah,  critique de cinéma, directeur du Festival international du film du Caire (76 ans)
- 19 juillet : Rutger Hauer, acteur néerlandais (75 ans)
- 17 octobre : Jean-Michel Martial, acteur français, spécialisé dans le doublage et frère de Jacques Martial (67 ans)
- 29 novembre : Marie-Dominique Dessez, actrice française (59 ans)
- 16 décembre: Edgar von Heeringen, réalisateur allemand (78 ans)